# Obrambeni plan Maestral
Obrambeni plan Maestral naziv je za obrambene pripreme Južnoga bojišta Hrvatske vojske u sklopu operacije Oluja.
Cilj je bio osigurati da glavninu hrvatskih snaga ne uznemiravaju Vojska Jugoslavije i dio Vojske Republike Srpske. Obrambena zadaća Zbornoga područja Osijek zvala se Fenix.